# Bad (песня XXXTentacion)
«Bad!» (стилизовано как BAD!, с англ. — «Плохой!») — песня американского рэпера XXXTentacion, выпущенная в качестве сингла 9 ноября 2018 года. Это пятый посмертный сингл XXXTentacion.

## Клип
Официальный видеоклип на BAD! был выпущен на YouTube аккаунте XXXTentacion 15 декабря 2018 года. Он был анимирован и срежиссирован Tristan Zammit. В нем представлены изображения Экса в стиле аниме с его различными фирменными прическами, когда он сажает, культивирует, а затем становится одним целым с деревом жизни.

## Участники записи
- XXXTentacion — вокал, автор
- Dave Kutch — мастеринг
- Kevin Peterson — мастеринг ассистент
- John Cunningham — производство, написание, запись, барабаны, программирование
- Robert Soukiasyan — производство, написание, сведение

## Чарты
| Чарт (2018)                                 | Максимальная позиция |
| ------------------------------------------- | -------------------- |
| Австралия (ARIA)                            | 31                   |
| Австрия (Ö3 Austria Top 40)                 | 50                   |
| Бельгия (Ultratop 50 Flanders)              | 6                    |
| Бельгия (Ultratip Wallonia)                 | 13                   |
| Канада (Canadian Hot 100)                   | 10                   |
| Чехия (Singles Digitál Top 100)             | 39                   |
| Дания (Tracklisten)                         | 31                   |
| Финляндия (Suomen virallinen lista)         | 20                   |
| Франция (SNEP)                              | 55                   |
| Греция International Digital Singles (IFPI) | 17                   |
| Венгрия (Single Top 40)                     | 39                   |
| Венгрия (Stream Top 40)                     | 13                   |
| Ирландия (IRMA)                             | 23                   |
| Италия (FIMI)                               | 74                   |
| Нидерланды (Single Top 100)                 | 48                   |
| Новая Зеландия (Recorded Music NZ)          | 25                   |
| Норвегия (VG-lista)                         | 25                   |
| Словакия (Singles Digitál Top 100)          | 24                   |
| Швеция (Sverigetopplistan)                  | 21                   |
| Швейцария (Schweizer Hitparade)             | 29                   |
| Великобритания (Official Charts Company)    | 23                   |
| США Billboard Hot 100                       | 16                   |
| США Hot R&B/Hip-Hop Songs (Billboard)       | 7                    |

## Сертификации
| Регион                                                                      | Сертификация | Продажи |
| --------------------------------------------------------------------------- | ------------ | ------- |
| США (RIAA)                                                                  | Золотой      | 500 000 |
| Данные о продажах + прослушиваниях приведены только на основе сертификации. |              |         |